# 2. Panzer-Grenadier-Brigade
Die 2. Panzer-Grenadier-Brigade, anfangs 2. Schützen-Brigade, war eine deutsche Panzer-Grenadier-Brigade im Zweiten Weltkrieg.

## Brigadegeschichte
Am 15. Oktober 1935 wurde die 2. Schützen-Brigade als Stab für die Schützeneinheiten der 2. Panzer-Division in Wien aufgestellt. Anfangs waren dies das Schützen-Regiment 2, ab 5. Juli 1942 Panzergrenadier-Regiment 2, und das Kradschützen-Bataillon 2, ab 16. März 1942 1./Panzeraufklärungs-Abteilung 5.
Im März 1939 bereits am Einmarsch der Wehrmacht in Böhmen und Mähren, der „Zerschlagung der Rest-Tschechei“, beteiligt, war die Brigade im gleichen Jahr beim Überfall auf Polen und 1940 gegen Frankreich eingesetzt.
Die 2. Panzer-Grenadier-Brigade wurde am 5. Juli 1942 aus der 2. Schützen-Brigade mit Ersatzgestellung durch den Wehrkreis XVII in Wien aufgestellt. Die Unterstellung blieb bei der 2. Panzer-Division.
Die Brigade wurde im Sommer 1943 aufgelöst.

## Kommandeur (Auswahl)
- Oberst Rudolf Veiel: von der Aufstellung bis März 1938
- Oberst Edwin von Rothkirch und Trach: vom 1. März 1938 bis 10. November 1938
- Generalmajor Georg Gawantka: vom 10. November 1938 bis 1. Mai 1939
- Oberst Gustav von Vaerst: vom 1. September 1939 bis Mai 1941
- Oberst Vollrath Lübbe: vom 1. August 1941 bis September 1941
- Oberst Eberhard Rodt: vom 1. Oktober 1941 bis 1. Februar 1942 (irrtümlich)
- Oberst Vollrath Lübbe: von Februar 1941 bis 5. September 1942
- Oberst Rudolf Stegmann: ab 1. Oktober 1942